# Alpha Jet
Alpha Jet  er et fransk-tysk militærfly produceret af Dassault/Dornier. Flyet er kendt fra det franske luftvåbens opvisningshold Patrouille de France.

## Brugere
- Belgien
- Cameroun
- Canada
- Elfenbenskysten
- Egypten
- Frankrig
- Tyskland
- Marokko
- Nigeria
- Portugal
- Qatar
- Thailand
- Togo
- Forenede Arabiske Emirater
- Storbritannien
- Østrig